# Achuar-Shiwiar (jezik)
Achuar-Shiwiar jezik (achuar, achual, achuara, achuale, jivaro, maina; ISO 639-3: acu), jezik Achual Indijanaca, poodica hivaro, kojim govori oko 5 000 ljudi u Ekvadoru i Peruu. U Peruu se govori uz rijeke Morona, Macusari, Tigre, Huasaga i Corrientes (3 000 govornika), a u Ekvadoru uz rijeke Pastaza i Bobonaza (2 000).
Jezik achuale ne smije se brkati sa srodnim jezikom shuar ili jivaro.

## Vanjske poveznice
- Ethnologue (14th)
- Ethnologue (15th)
- Novi zavjet na achuar jezik